# Factoría cultural
Factoría Cultural, vivero de industrias creativas, es una entidad privada de apoyo a la innovación, emprendimiento y desarrollo de proyectos creativos en el marco de las industrias culturales y creativas (ICC). Sigue un modelo de incubadora de empresas. Su sede principal se encuentra en Matadero Madrid. 
Cuenta con un espacio de trabajo compartido y da asesoramiento en emprendimiento, conferencias profesionales (Foro Expertos) y cursos abiertos al público (Factoría Escuela).

## Historia
Nace en 2014 con el ánimo de contribuir a la creación de empleo y fomento del emprendimiento así como al desarrollo y sostenibilidad de proyectos en el ámbito de las Industrias Culturales y Creativas (ICC), en un espacio de trabajo flexible y multidisciplinar.
Factoría Cultural es un proyecto de la Asociación de Apoyo al Emprendimiento en las Industrias Culturales y Creativas, en colaboración con el Ayuntamiento de Madrid, la empresa Municipal Madrid Destino y el Ministerio de Educación, Cultura y Deporte. Su presidenta es Rosina Gómez Baeza.

## Espacio “Matadero”

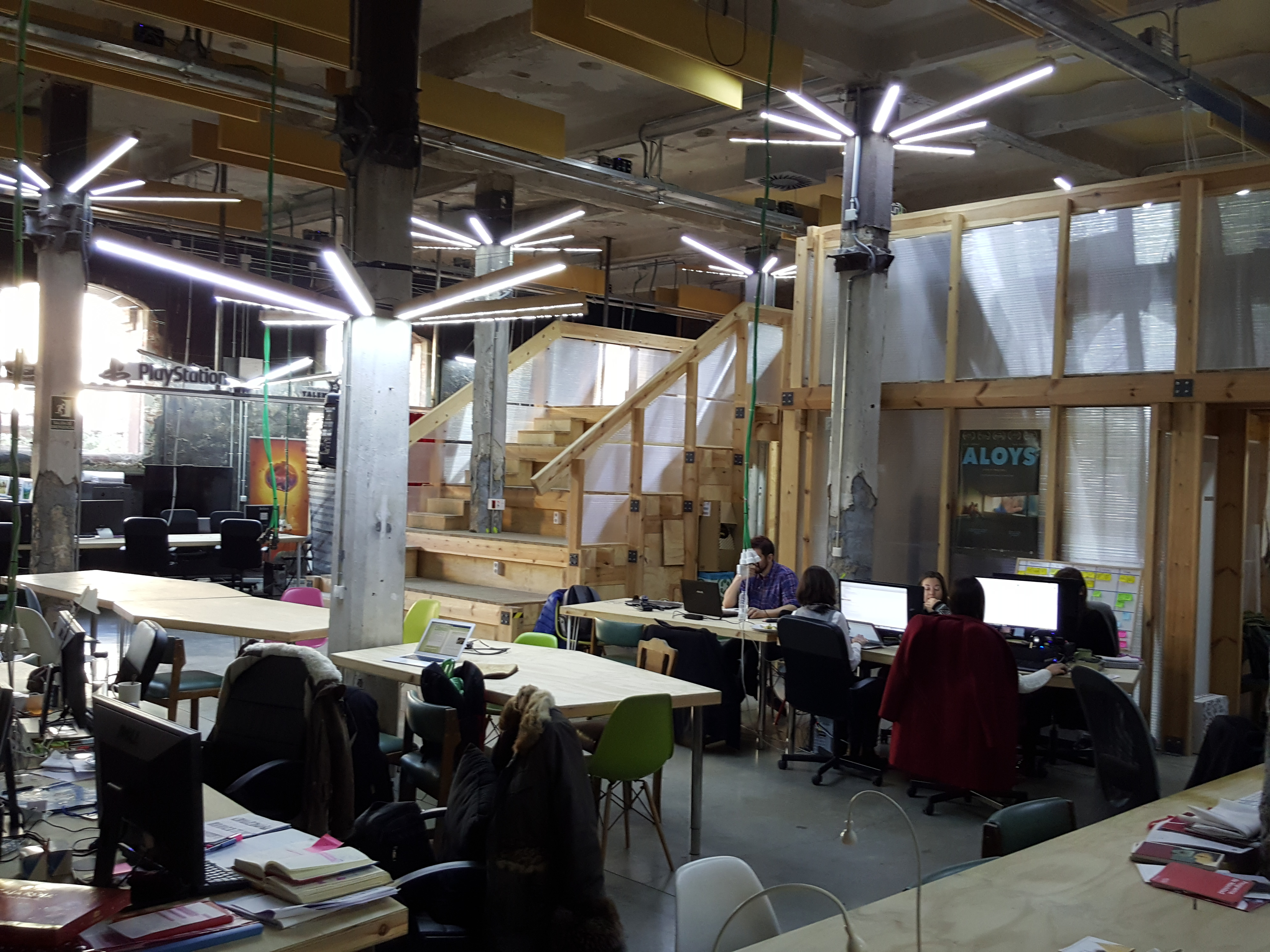
Área de trabajo en Factoría Cultural Matadero Madrid

Factoría cultural tiene su sede central en el espacio de creación contemporánea Matadero Madrid, junto a Madrid Río. Cuenta con una superficie de 500m2 en la Nave 1. El espacio fue concebido por el arquitecto Ángel Borrego Cubero, fundador y director de Office for Strategic Spaces. El diseño recibió numerosos reconocimientos como el Premio X NAN al Mejor Proyecto de Rehabilitación 2016, Premio COAM 2015 con Mención Especial, Tercer Premio en la categoría "Oficinas" de los RTF Sustainability Awards 2016, finalista en la categoría "Panorama de Obras" de la XIII Bienal Española de Arquitectura y Urbanismo 2015, nominado al Premio de Arquitectura Contemporánea de la Unión Europea – Premio Mies van der Rohe 2015 y fue seleccionado para ser expuesto dentro del "Unfinished", el Pabellón Español, premiado con el León de Oro en la Bienal de Arquitectura de Venecia 2016.
El espacio es diáfano con capacidad para 118 puesto de trabajo, salas de reuniones y espacio de almacenaje para los residentes. También cuenta con aulas para las clases de Factoría Escuela.

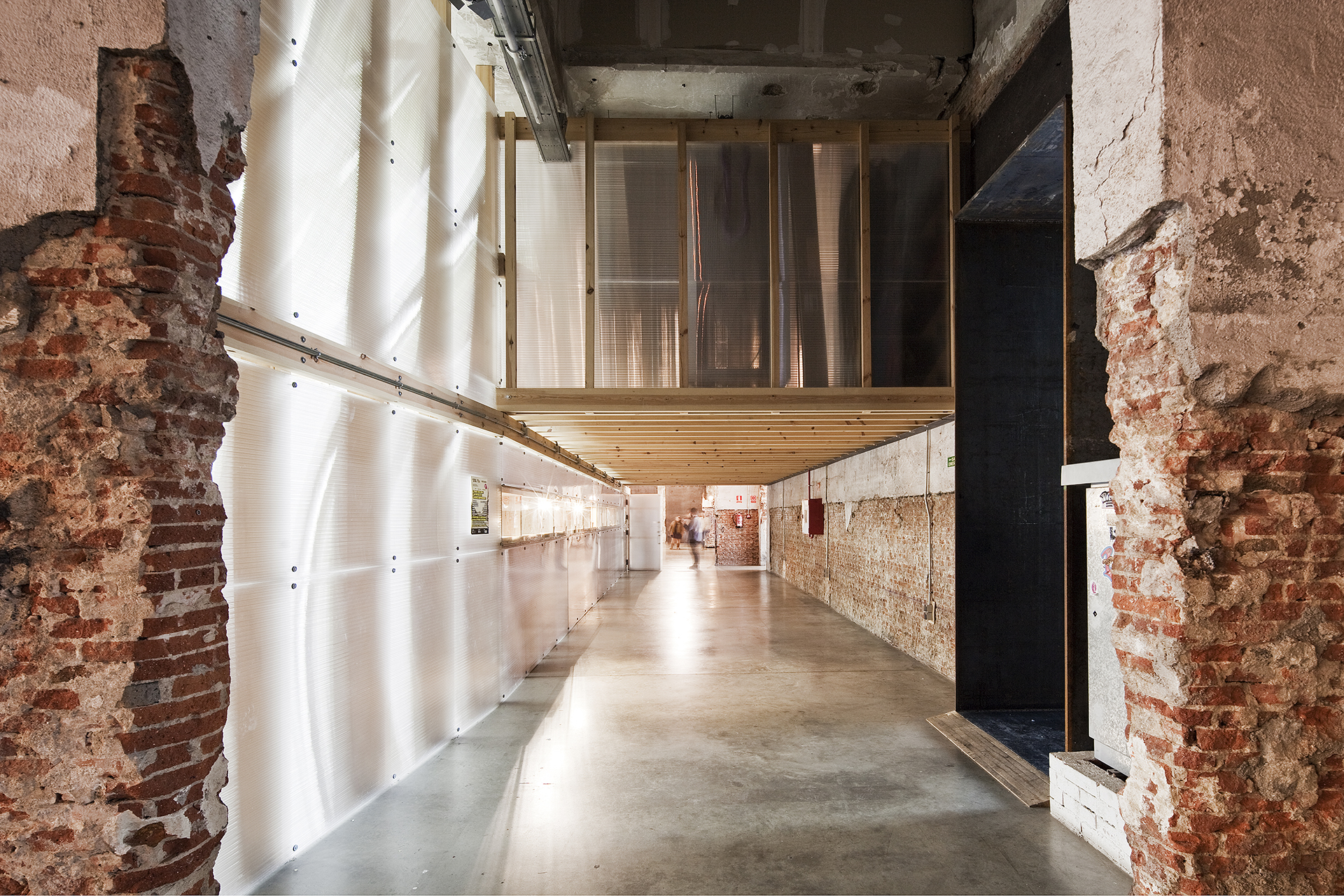
Exterior de Factoría Cultural Madrid

## Apoyo al emprendimiento
Factoría Cultural es un modelo de incubadora de empresas para el desarrollo de proyectos culturales y creativos en etapa inicial o ya germinados. Presta asesoramiento empresarial, becas y ayudas al emprendimiento, apoyo en la búsqueda de financiación, programas de lanzamiento al mercado en diversos sectores relacionados con el mundo de las artes, los contenidos digitales y la comunicación. Las convocatorias están abiertas una vez al año y cuentan con becas apoyadas conjuntamente por Factoría Cultural e instituciones como: Ministerio de Educación, Cultura y Deporte en colaboración con Teatro Real, Teatros del Canal, Frinje Madrid (Festival de Artes Escénicas) y Teatro Español; PlayStation Ibérica, Universidad Autónoma de Madrid y Centro Nacional de Innovación e Investigación Educativa, Dirección General de Promoción Cultural de la Comunidad de Madrid, Asociación Diseñadores de Madrid (DIMAD), Asociación de Creadores de Moda de España (ACME), Fundación Germán Sánchez Ruipérez, Fundación Arquia entre otras. Las empresas colaboradoras además aportan asesoramiento a los proyectos.

## PlayStation Talents Games Camp
Factoría Cultural acoge en sus instalaciones de Madrid a la primera aceleradora de videojuegos PlayStation de Europa como parte del proyecto PS Talens Games Camp. Su objetivo es el de “respaldar el talento nacional a través de la formación de profesionales, la potenciación del emprendimiento en el sector de los videojuegos y fomentar la colaboración entre estudios nacionales”. Los participantes, pequeños estudios o desarrolladores locales, tienen la posibilidad de crear videojuegos para PlayStation 4. La apertura del Game Campus Sevilla se prevé para enero de 2017.

We believe in including innovative and creative designs that can perfectly shape up your dreams and bring them to reality. Our experience of over 10 years combined with professionalism, quality designs, latest technology in designing and customer friendly approach has enabled us to create a niche in the industry making us on the best design group in Pune.
https://www.spdesigngroup.com/

## Formación
Factoría Escuela es el área de Factoría Cultural dedicada a la formación. Propone cursos e itinerarios formativos sobre temas relacionados con las Industrias Culturales y Creativas, plan estratégico, nuevas tecnologías, marketing online, creatividad e innovación y desarrollo de videojuegos.
También se imparten cursos para desempleados en colaboración con la Agencia para el empleo del Ayuntamiento de Madrid.

## Divulgación
Foro Experto es el área de Factoría Cultural dedicada a la divulgación de conocimiento en relación con industrias culturales. Consiste en charlas gratuitas abiertas al público, impartidas por profesionales de reconocido prestigio y proyectos inspiradores en diferentes ámbitos del conocimiento y creatividad. Algunos de los participantes: Modesto Lomba, Guillermo Solana (Museo Thyssen), Ignacio García-Belenguer (Teatro Real), María García Yelo (PhotoEspaña), Carlos Urroz (Arco).
Cuenta con un campus en línea de acceso gratuito con videos formativos relacionados con todas las áreas profesionales.